# سانتا ماریا دل کامپو
سانتا ماریا دل کامپو (به اسپانیایی: Santa María del Campo) یک شهرستان در اسپانیا است که در کاستیا و لئون واقع شده‌است.

## خصوصیات
سانتا ماریا دل کامپو ۶۰٫۳۲ کیلومترمربع مساحت و ۶۳۳ نفر جمعیت دارد و ۸۱۵ متر بالاتر از سطح دریا واقع شده‌است.